# Sext Digiti (pretor)
|  | Per a altres significats, vegeu «Sext Digiti». |

Sext Digiti (en llatí Sextus Digitius) va ser un magistrat romà del segle ii aC. Era probablement fill de Sext Digiti, que va servir a Hispania amb Publi Corneli Escipió Africà Major tot i que també podria ser el mateix personatge.
Va ser nomenat pretor l'any 194 aC i va obtenir la Hispània Ulterior com a governador. Després de la sortida de Cató d'Hispània es van revoltar alguns pobles i Digiti va lliurar diverses batalles, en moltes de les quals no va tenir bons resultats. En acabar el seu càrrec, les seves tropes s'havien reduït a la meitat.
L'any 190 aC va ser nomenat llegat del cònsol Luci Corneli Escipió Asiàtic el Vell i encarregat junt amb altres de reunir una flota a Bríndisi. El 174 aC va ser un dels ambaixadors a Macedònia i el 173 aC fou enviat a la Pulla per comprar provisions per la flota i l'exèrcit.
Probablement va tenir un fill del mateix nom, mencionat per Titus Livi, que va ser tribú militar.